# استیو کلاریج
استیو کلاریج (انگلیسی: Steve Claridge؛ زادهٔ ۱۰ آوریل ۱۹۶۶) بازیکن فوتبال اهل بریتانیا است.
از باشگاه‌هایی که در آن بازی کرده‌است می‌توان به باشگاه فوتبال گوسپورت بورو، باشگاه فوتبال کمبریج یونایتد، باشگاه فوتبال لوتون تاون، باشگاه فوتبال میلوال، باشگاه فوتبال برنتفورد، باشگاه فوتبال برایتون اند هوو آلبیون، باشگاه فوتبال والسال، باشگاه فوتبال وورتینگ، باشگاه فوتبال برادفورد سیتی، باشگاه فوتبال وایکام واندررز، باشگاه فوتبال پورتسموث، باشگاه فوتبال ویموث، باشگاه فوتبال ای‌اف‌سی بورنموث، باشگاه فوتبال ولورهمپتون واندررز، باشگاه فوتبال فارم تاون، باشگاه فوتبال بیرمنگام سیتی، باشگاه فوتبال کریستال پالاس، باشگاه فوتبال گیلینگام، باشگاه فوتبال هارو بورو، و باشگاه فوتبال لستر سیتی اشاره کرد.